# Mashhoodia
Mashhoodia is een geslacht van vliesvleugeligen uit de familie Encyrtidae. De wetenschappelijke naam van dit geslacht is voor het eerst geldig gepubliceerd in 1972 door Shafee.

## Soorten
Het geslacht Mashhoodia is monotypisch en omvat slechts de volgende soort:
- Mashhoodia indica Shafee, 1972